# Monstera aureopinnata
Monstera aureopinnata Croat – gatunek wieloletnich, wiecznie zielonych pnączy z rodziny obrazkowatych, pochodzący z północnego Peru, zasiedlający lasy deszczowe strefy równikowej.